# Wutzsee (Lindow)
Der Wutzsee ist ein bis zu 18 Meter tiefer Rinnensee am Rande der Stadt Lindow (Mark) im Landkreis Ostprignitz-Ruppin. Seine Fläche beträgt 90 Hektar. Der Abfluss des Sees, das Lindower Stadtfließ, trieb die schon 1530 erwähnte Klostermühle an. Durch diesen Abfluss ist der See auch mit dem benachbarten Gudelacksee verbunden. Das Befahren des Sees mit Motorbooten ist verboten.
Der See ist umgeben von einem gut ausgeschilderten Wanderweg, der sich zum größten Teil etwa fünf Meter über dem Wasserniveau befindet. Eine Wanderung um den See dauert zwei bis drei Stunden; der Weg wird von vielen Sitzbänken gesäumt.
Das nahegelegene ursprüngliche Zisterzienserinnen-Kloster Lindow, bis 1945 ein Frauenstift, ist als Kloster Wutz ein Handlungsort in Theodor Fontanes Roman Der Stechlin.
Der See wird im Jahr 1530 als Wust erstmals urkundlich erwähnt. Der Name geht auf das altpolabische Wort *vosa „Espe“ zurück.

## Weblinks

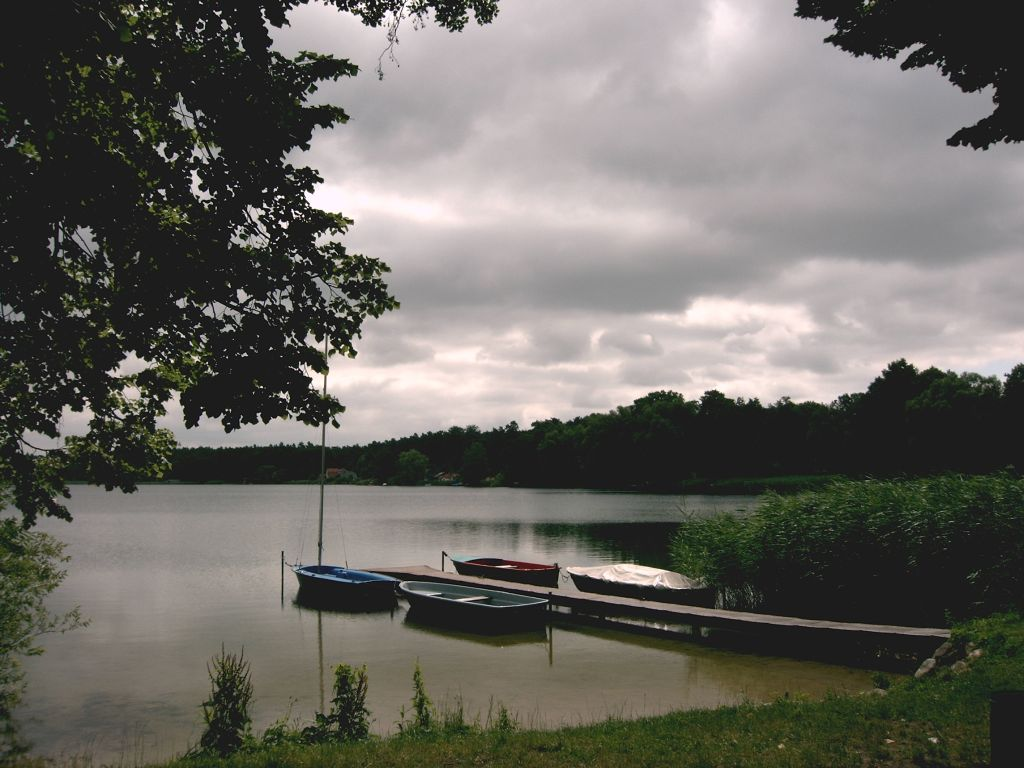
Der Wutzsee (2005) vom Kloster aus
Uferweg am Wutzsee
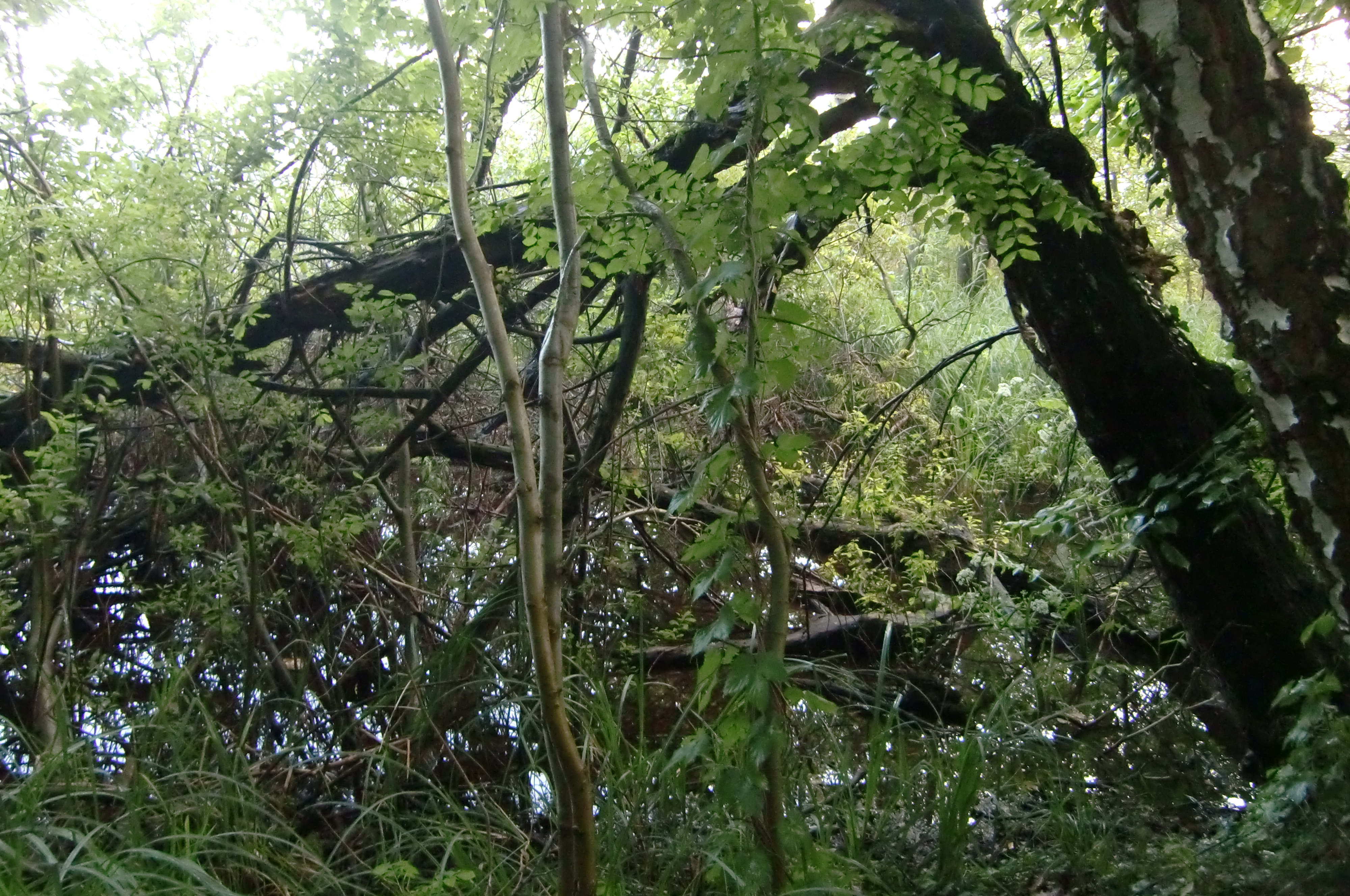
Mooriges Ufer am Wutzsee
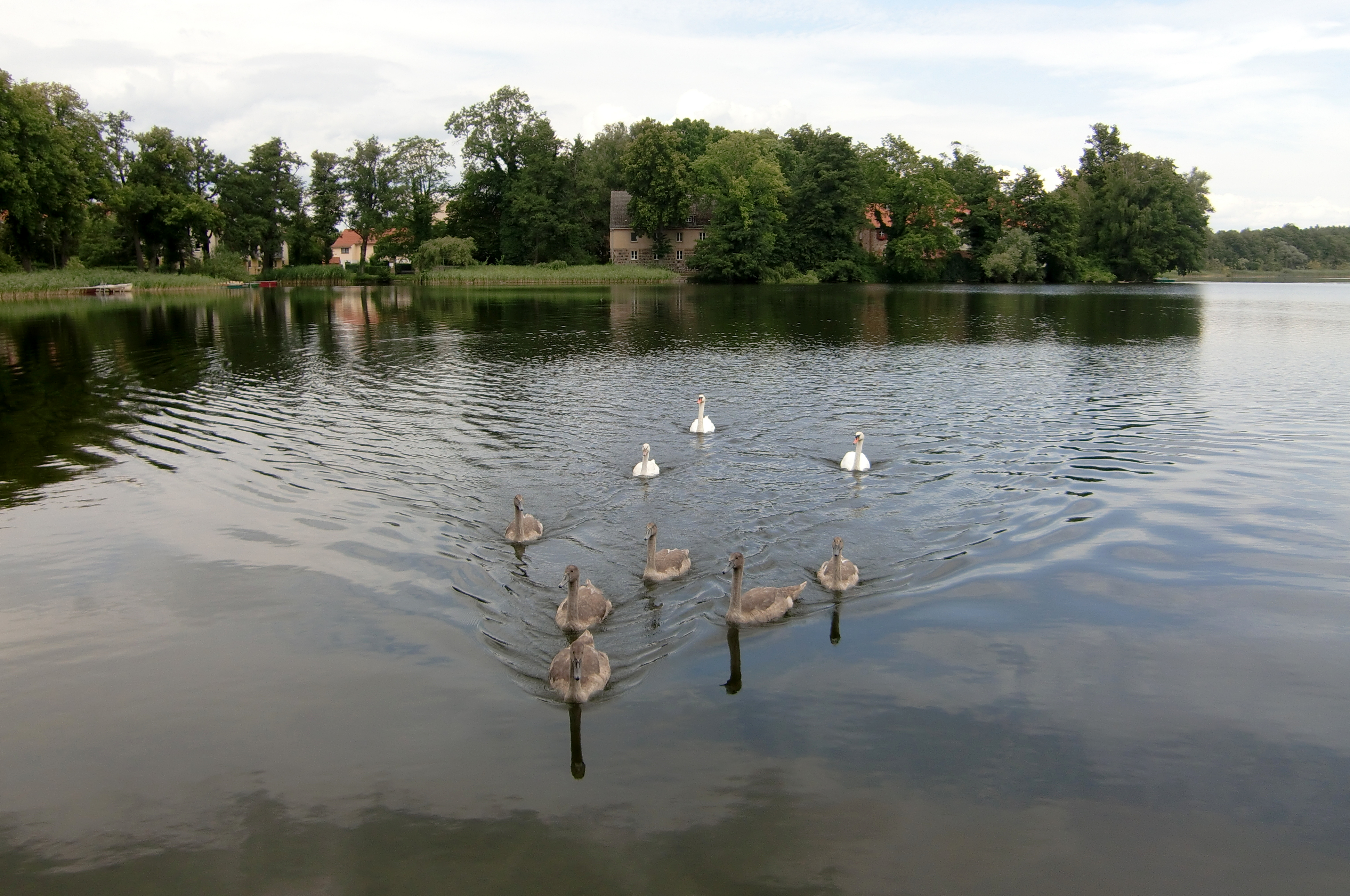
Schwanenfamilie am Wutzsee. Blick zum Klosterbereich
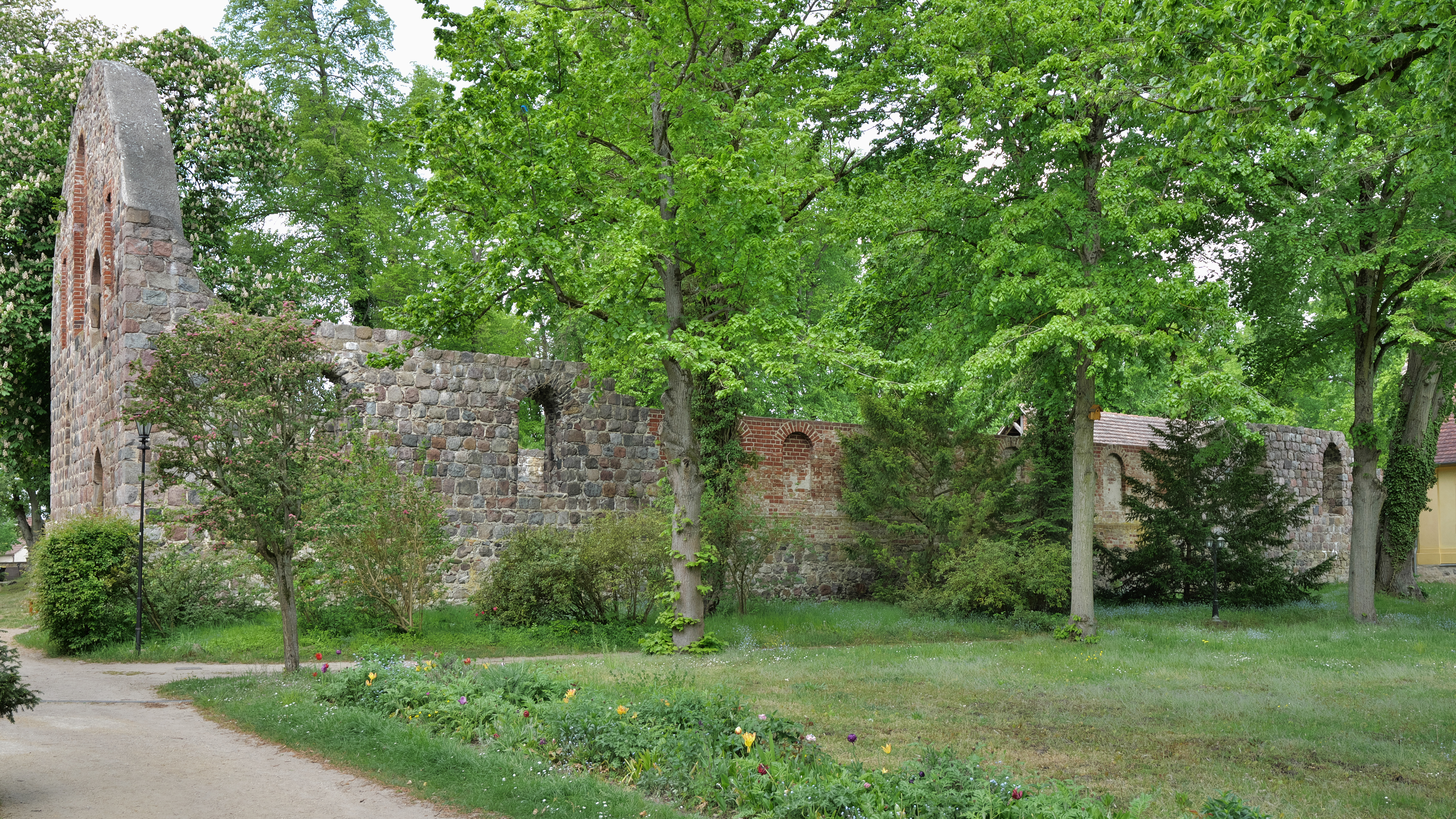
Ruine des Klosters Lindow vom Wutzsee aus gesehen
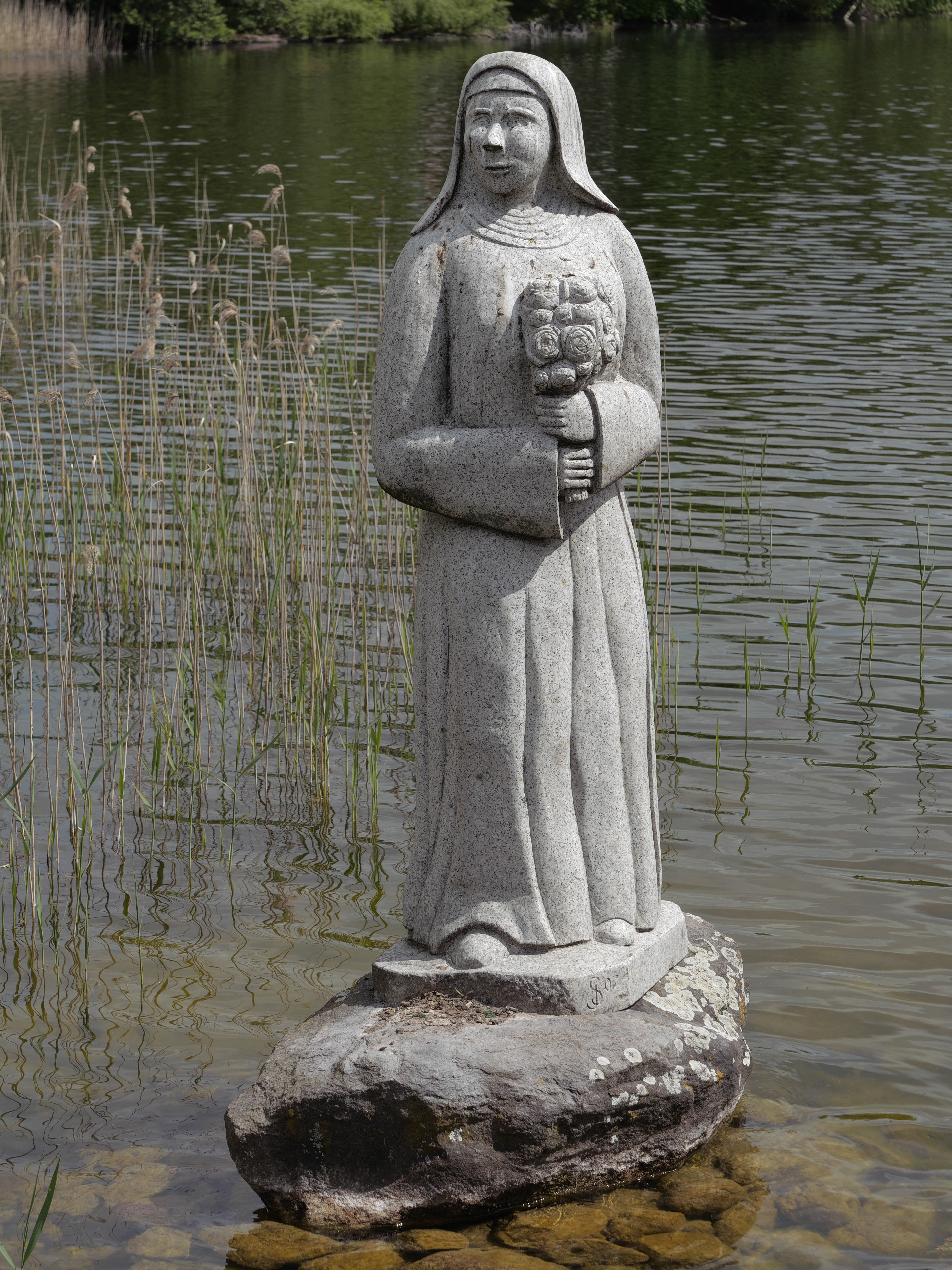
Die Skulptur „Schöne Nonne“ von Peter Maria Stajkoski im Wutzsee (2007). Sie soll an die Grafentochter Amelie erinnern, die nach einer Sage unfreiwillig ins Kloster Lindow kam.